# Iglu and Hartly
Iglu and Hartly es un grupo de pop rock de Los Ángeles, California.

## Integrantes
Está compuesto por Jarvis Anderson(vocal), Sam Martin (vocal), Simon Katz (guitarra), Luis Rosiles (batería), y Michael Bucher (bajo).

## Discografía
- & Then Boom- septiembre de 2008-Mercury Records
- In this City
- Intervieuw
- Violent and young